# Deutsch-paraguayische Beziehungen
Die Deutsch-paraguayischen Beziehungen sind freundschaftlich. Die Bedeutung der bilateralen Beziehungen ist auch auf die Geschichte der Migration von Deutschen nach Paraguay zurückzuführen. Laut Angaben des Auswärtigen Amtes ist das Image Deutschlands in Paraguay positiv.

## Geschichte

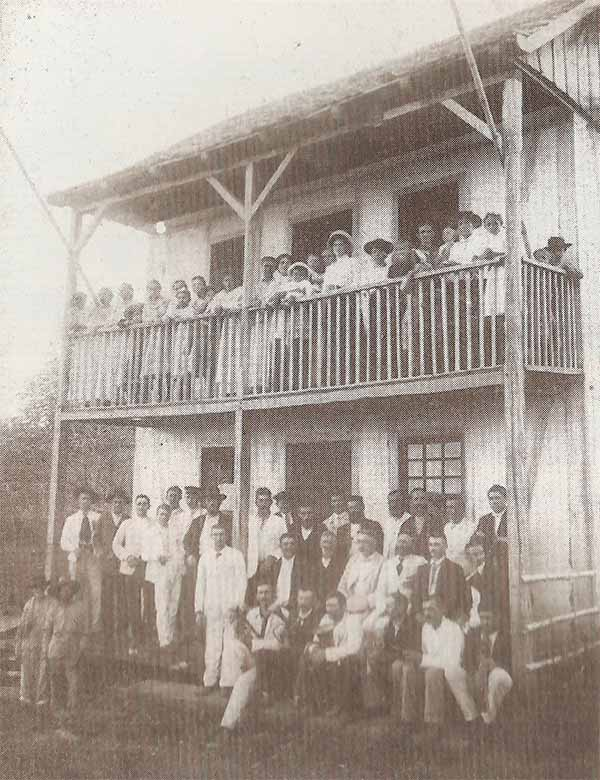
Deutsche in Hohenau (1912)

Paraguay nahm 1860 diplomatische Beziehungen zu Preußen auf. Nach dem Tripel-Allianz-Krieg zwischen Paraguay und seinen Nachbarn verlor Paraguay bis zu 69 % seiner Bevölkerung, meist durch Krankheit, Hunger und körperliche Erschöpfung, davon 90 % Männer. Infolgedessen ergriff Paraguay Maßnahmen zur Förderung der Einwanderung in das Land. Mehrere Gemeinschaften aus Europa und Asien ergriffen die Initiative, sich in Paraguay niederzulassen. Eine der ersten Gruppen waren Deutsche unter der Leitung von Bernhard Förster und Elisabeth Förster-Nietzsche (der Schwester des deutschen Philosophen Friedrich Nietzsche), die 1887 mit 14 deutschen Familien nach Paraguay kamen, um in der Neuen Welt eine Mustergemeinschaft zu gründen, welche die Überlegenheit der deutschen Kultur und Gesellschaft demonstrieren sollte. Die von ihnen gegründete Siedlung wurde Nueva Germania genannt. Die Siedlung war nicht von Dauer und einige Bewohner kehrten nach Deutschland zurück, aber viele blieben und ihre Nachkommen leben heute noch in Paraguay. Später kamen Gruppen von Mennoniten nach Paraguay und ließen sich in der Region Gran Chaco nieder, wo sie immer noch Kolonien unterhalten.
Im Jahr 1922 eröffnete das Deutsche Reich eine diplomatische Gesandtschaft in Asunción. Zwischen den beiden Weltkriegen gab es mehrere weitere Wellen deutscher Einwanderung in das Land. Die Deutschen in Paraguay identifizierten sich relativ stark mit dem Nationalsozialismus. Bereits vor 1933 existierte in Paraguay eine Ortsgruppe der NSDAP. Gleichzeitig nahm das Land auch 20.000 verfolgte Juden aus NS-Deutschland auf. Während des Zweiten Weltkriegs war Paraguay zunächst neutral, erklärte aber aufgrund des internationalen Drucks im Februar 1945 den Achsenmächten den Krieg. Während des Krieges war Paraguay im Rahmen der Operation Bolívar ein wichtiger Schauplatz für deutsche Spionage. Nach dem Krieg nahm Paraguay viele Nazis auf, die so der Inhaftierung und der Verurteilung entkamen. Bekannte Nazis wie Eduard Roschmann und Josef Mengele zogen nach Paraguay. 1959 wurde Josef Mengele in Paraguay eingebürgert und wohnte in Hohenau,
nahe der argentinischen Grenze.
Im Jahr 1954 eröffnete die Bundesrepublik Deutschland (BRD) eine Botschaft in Asunción. Im selben Jahr wurde Alfredo Stroessner Präsident von Paraguay. Stroessner war väterlicherseits deutscher Abstammung und regierte Paraguay 35 Jahre lang autoritär. Seine Amtszeit wurde als „El Stronato“ bekannt. Stroessner unterhielt enge politische Beziehungen zur BRD und stattete dem Land mehrere Besuche ab. Die Beziehungen zwischen der BRD und Stroessner verschlechterten sich jedoch, als die westdeutsche Regierung Druck auf ihn ausübte, damit er keine Nazi-Kriegsverbrecher mehr in Paraguay beherbergt. 1964 forderte die westdeutsche Regierung Stroessner auf, Mengele auszuliefern, doch Stroessner lehnte dies verärgert ab und wollte ihm auch nicht die Staatsbürgerschaft entziehen. Im Februar 1989 wurde Stroessner von der Macht verdrängt und die Beziehungen zwischen Westdeutschland und Paraguay verbesserten sich wieder.
Nach der Wiedervereinigung Deutschlands unterstützte Deutschland Paraguay auf dem Weg zur Demokratie und bei der Untersuchung von Menschenrechtsverletzungen, die während der Stroessner-Diktatur begangen worden waren. Außerdem haben sich die Staats- und Regierungschefs beider Länder bei zahlreichen Gelegenheiten getroffen und mehrere bilaterale Abkommen unterzeichnet. Im Mai 2019 besuchte der paraguayische Außenminister Luis Castiglioni Deutschland und traf den deutschen Außenminister Heiko Maas. Während seines Besuchs bat Castiglioni um weitere deutsche Unterstützung bei der Stärkung der Rechtsstaatlichkeit und bei der Bekämpfung der Abholzung des subtropischen Regenwaldes und des Klimawandels in Paraguay.

## Migration
Etwa 300.000 Paraguayer sind deutscher Abstammung. Deutsche Einwanderer gründeten Orte wie Hohenau, Colonia Independencia oder Nueva Germania und hinterließen einen nachhaltigen Einfluss auf Kultur und Gesellschaft des Landes. Auch der langjährige Diktator Paraguays Alfredo Stroessner, der von 1954 bis 1989 regierte, war deutscher Abstammung. Im Land leben 13.000 Mennoniten, welche im Norden des Landes eine moderne Milchwirtschaft aufgebaut haben. Paraguay verzeichnet weiterhin einen Zuzug von Deutschen. Laut offiziellen Statistiken haben sich im Jahr 2020 in Paraguay 1077 Deutsche niedergelassen. Deutschland ist das europäische Land mit den meisten Expats in Paraguay. Seit 2020 kommen jährlich rund 4000 neue Expats aus Deutschland dazu. Nach den Brasilianern und Argentiniern stellen die Deutschen die drittgrößte Einwanderergruppe, mit steigender Tendenz. Im Rahmen der COVID-19-Pandemie ließen sich viele Impfgegner aus Deutschland im Land nieder. Das Land gilt auch als ein Zufluchtsort für die Reichsbürgerbewegung.

## Wirtschaft
Das gemeinsame Handelsvolumen belief sich im Jahr 2021 auf 240 Millionen Euro. Deutschland exportiert nach Paraguay vor allem Autos, Kfz-Teile, Maschinen und chemische Erzeugnisse, während es im Gegenzug Rohstoffe und Agrarerzeugnisse aus Paraguay exportiert. Viele deutsche Unternehmen bedienen den paraguayischen Markt von ihren Unternehmensfilialen in Brasilien aus.

## Kultur
In Asunción besteht ein Goethe-Institut. In Paraguay gibt es deutschsprachige Schulen, darunter das Colegio Goethe – Deutsche Schule Asunción, welche im 19. Jahrhundert gegründet wurde.
Das Wochenblatt ist eine seit 2009 erscheinende paraguayische deutschsprachige Onlinezeitung.

## Entwicklungshilfe
Die deutsche Entwicklungsagentur GIZ hat mehrere entwicklungsbezogene Projekte in Paraguay durchgeführt. Im Rahmen einer Fokussierung auf die ärmsten Länder der Welt wurde die Entwicklungshilfe an das Land allerdings eingestellt.

## Sport
Die Fußballnationalmannschaften Deutschlands und Paraguays trafen zweimal aufeinander, darunter im Achtelfinale der Fußball-Weltmeisterschaft 2002 in Japan und Südkorea. Ein Spiel, das Deutschland knapp mit 1:0 für sich entscheiden konnte. Nationalspieler Paraguays wie Roque Santa Cruz, Nelson Valdez, Lucas Barrios und Raúl Bobadilla spielten in der Fußball-Bundesliga.

## Diplomatische Standorte
- Deutschland hat eine Botschaft in Asunción.[21]
- Paraguay hat eine Botschaft in Berlin und ein Generalkonsulat in Frankfurt am Main.[22]

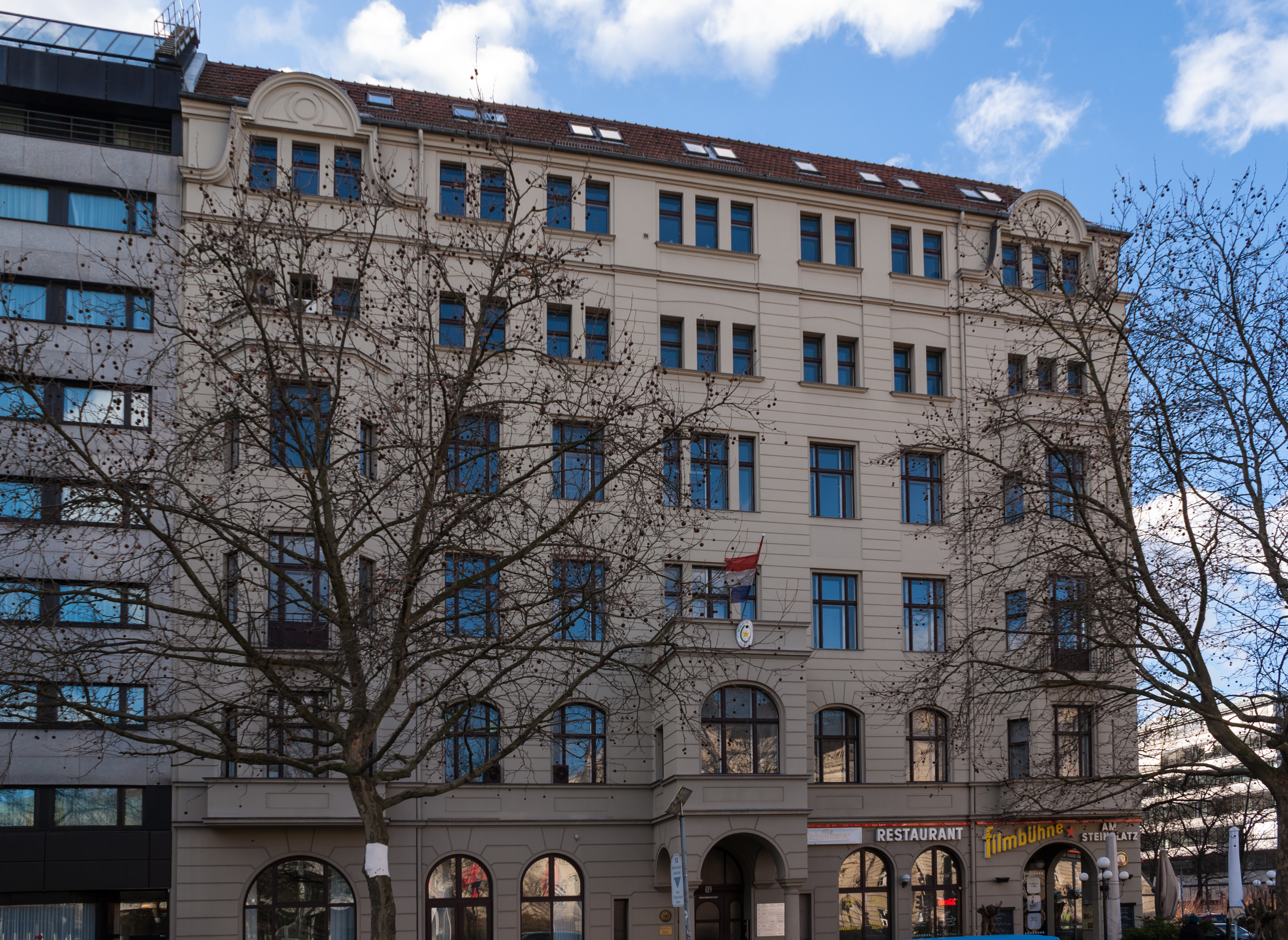
Paraguayische Botschaft in Berlin